# Coal County
Das Coal County ist ein County im US-Bundesstaat Oklahoma. Das U.S. Census Bureau hat bei der Volkszählung 2020 eine Einwohnerzahl von 5.266 ermittelt. Der Verwaltungssitz (County Seat) ist Coalgate.

## Geographie
Das County liegt im mittleren Südosten von Oklahoma, ist im Süden etwa 90 km von Texas entfernt und hat eine Fläche von 1.350 Quadratkilometern, wovon 8 Quadratkilometer Wasserfläche sind. Es grenzt an folgende Countys:
|                 | Hughes County | Pittsburg County |
| Pontotoc County |               |                  |
| Johnston County |               | Atoka County     |

## Geschichte

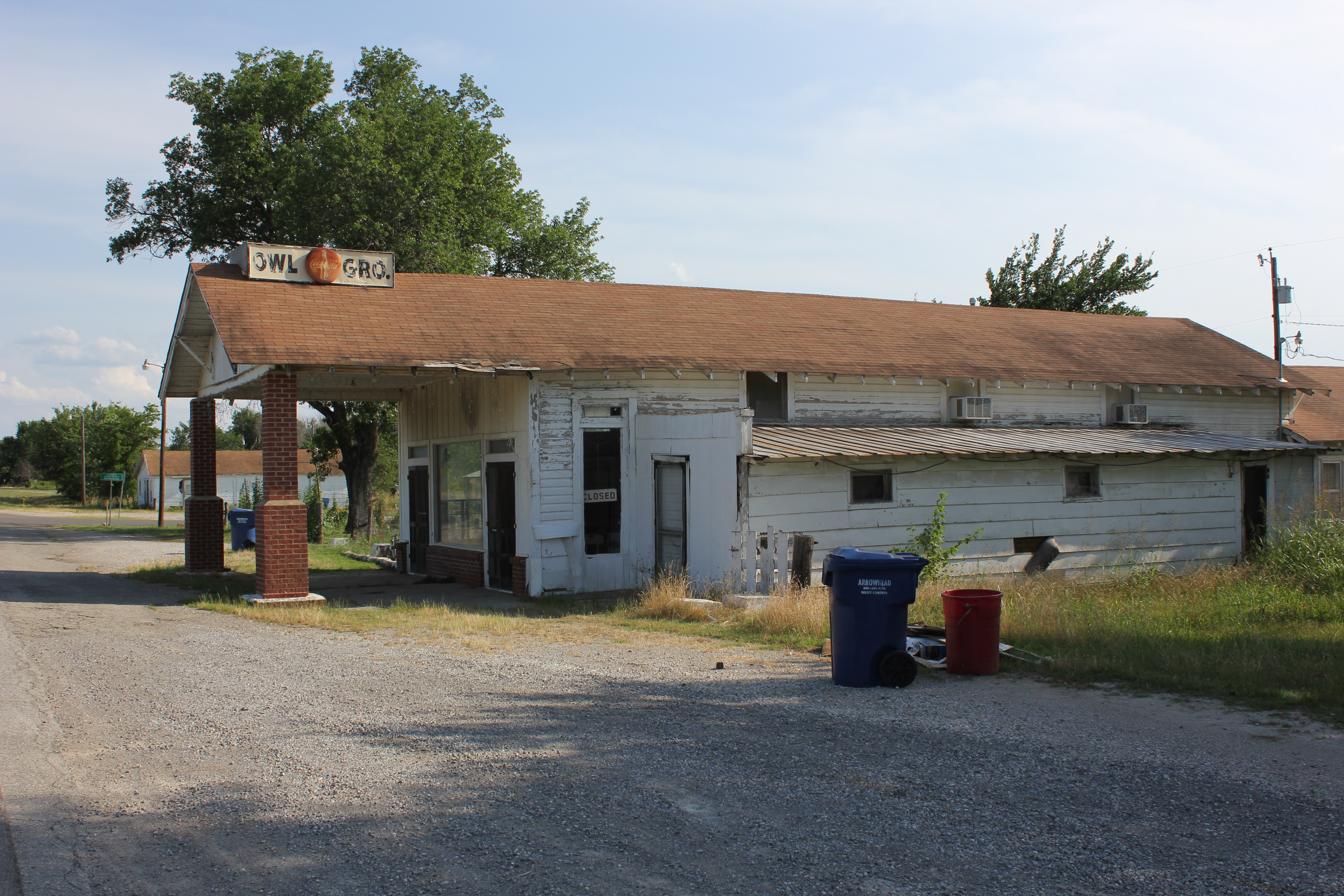
Lebensmittelgeschäft in Lehigh (2012)

Das Coal County wurde am 16. Juli 1907 als Original-County aus Choctaw-Land gebildet. Benannt wurde es nach den hier ab dem 19. Jahrhundert abgebauten Kohlevorkommen.
Fünf Bauwerke und Stätten des Countys sind im National Register of Historic Places (NRHP) eingetragen (Stand 28. Mai 2018).

## Demografische Daten
Nach der Volkszählung im Jahr 2010 lebten im Coal County 5.925 Menschen in 2.344 Haushalten. Die Bevölkerungsdichte betrug 4,4 Einwohner pro Quadratkilometer.
Ethnisch betrachtet setzte sich die Bevölkerung zusammen aus 74,3 Prozent Weißen, 0,5 Prozent Afroamerikanern, 16,7 Prozent amerikanischen Ureinwohnern, 0,2 Prozent Asiaten sowie aus anderen ethnischen Gruppen; 7,8 Prozent stammten von zwei oder mehr Ethnien ab. Unabhängig von der ethnischen Zugehörigkeit waren 2,6 Prozent der Bevölkerung spanischer oder lateinamerikanischer Abstammung.
In den 2.344 Haushalten lebten statistisch je 2,43 Personen.
25,5 Prozent der Bevölkerung waren unter 18 Jahre alt, 56,7 Prozent waren zwischen 18 und 64 und 17,8 Prozent waren 65 Jahre oder älter. 50,6 Prozent der Bevölkerung war weiblich.

Das jährliche Durchschnittseinkommen eines Haushalts lag bei 31.666 USD. Das Prokopfeinkommen betrug 16.827 USD. 21,2 Prozent der Einwohner lebten unterhalb der Armutsgrenze.

## Städte und Gemeinden
| Citys - Centrahoma - Coalgate - Lehigh | Towns - Bromide1 - Phillips - Tupelo |

Unincorporated Communitys
| - Cairo - Clarita - Cottonwood | - East Jessie - Olney - Parker |

1 – teilweise im Johnston County